# Vieux Fort (kwartier)
Vieux Fort is een van de elf kwartieren van Saint Lucia. De hoofdstad is de gelijknamige plaats Vieux Fort.
Anse-la-Raye · Castries · Choiseul · Dauphin · Dennery · Gros Islet · Laborie · Micoud · Praslin · Soufrière · Vieux Fort